# ييلابوغا
ييلابوغا أو الأبوغا (بالروسية: Елабуга) هي إحدى مدن روسيا في الكيان الفدرالي الروسي تتارستان.

## المناخ
يظهر الجدول التالي التغييرات المناخية على مدار السنة لييلابوغا:
| البيانات المناخية لـييلابوغا            | البيانات المناخية لـييلابوغا | البيانات المناخية لـييلابوغا | البيانات المناخية لـييلابوغا | البيانات المناخية لـييلابوغا | البيانات المناخية لـييلابوغا | البيانات المناخية لـييلابوغا | البيانات المناخية لـييلابوغا | البيانات المناخية لـييلابوغا | البيانات المناخية لـييلابوغا | البيانات المناخية لـييلابوغا | البيانات المناخية لـييلابوغا | البيانات المناخية لـييلابوغا | البيانات المناخية لـييلابوغا |
| الشهر                                   | يناير                        | فبراير                       | مارس                         | أبريل                        | مايو                         | يونيو                        | يوليو                        | أغسطس                        | سبتمبر                       | أكتوبر                       | نوفمبر                       | ديسمبر                       | المعدل السنوي                |
| --------------------------------------- | ---------------------------- | ---------------------------- | ---------------------------- | ---------------------------- | ---------------------------- | ---------------------------- | ---------------------------- | ---------------------------- | ---------------------------- | ---------------------------- | ---------------------------- | ---------------------------- | ---------------------------- |
| الدرجة القصوى °م (°ف)                   | 5.4 (41.7)                   | 5.6 (42.1)                   | 13.5 (56.3)                  | 29.0 (84.2)                  | 32.4 (90.3)                  | 36.8 (98.2)                  | 38.1 (100.6)                 | 39.1 (102.4)                 | 31.6 (88.9)                  | 24.2 (75.6)                  | 14.4 (57.9)                  | 13.0 (55.4)                  | 39.1 (102.4)                 |
| متوسط درجة الحرارة الكبرى °م (°ف)       | −8.1 (17.4)                  | −7.1 (19.2)                  | −0.2 (31.6)                  | 10.3 (50.5)                  | 19.4 (66.9)                  | 24.0 (75.2)                  | 25.9 (78.6)                  | 22.9 (73.2)                  | 16.4 (61.5)                  | 7.9 (46.2)                   | −0.9 (30.4)                  | −6.1 (21.0)                  | 8.7 (47.7)                   |
| المتوسط اليومي °م (°ف)                  | −11.6 (11.1)                 | −10.8 (12.6)                 | −4.3 (24.3)                  | 5.5 (41.9)                   | 13.5 (56.3)                  | 18.4 (65.1)                  | 20.4 (68.7)                  | 17.8 (64.0)                  | 11.9 (53.4)                  | 4.8 (40.6)                   | −3.5 (25.7)                  | −9.2 (15.4)                  | 4.4 (39.9)                   |
| متوسط درجة الحرارة الصغرى °م (°ف)       | −15.0 (5.0)                  | −14.5 (5.9)                  | −8.4 (16.9)                  | 0.7 (33.3)                   | 7.5 (45.5)                   | 12.8 (55.0)                  | 14.8 (58.6)                  | 12.6 (54.7)                  | 7.4 (45.3)                   | 1.6 (34.9)                   | −6.0 (21.2)                  | −12.3 (9.9)                  | 0.1 (32.2)                   |
| أدنى درجة حرارة °م (°ف)                 | −37.3 (−35.1)                | −34.3 (−29.7)                | −29.8 (−21.6)                | −19.2 (−2.6)                 | −4.1 (24.6)                  | −0.6 (30.9)                  | 1.6 (34.9)                   | 1.0 (33.8)                   | −3.5 (25.7)                  | −12.5 (9.5)                  | −28.7 (−19.7)                | −37.7 (−35.9)                | −37.7 (−35.9)                |
| الهطول مم (إنش)                         | 37.8 (1.49)                  | 27.2 (1.07)                  | 28.2 (1.11)                  | 29.8 (1.17)                  | 46.9 (1.85)                  | 55.1 (2.17)                  | 57.8 (2.28)                  | 67.6 (2.66)                  | 58.5 (2.30)                  | 49.9 (1.96)                  | 45.1 (1.78)                  | 45.2 (1.78)                  | 549.1 (21.62)                |
| المصدر: Weather and climate in Yelabuga |                              |                              |                              |                              |                              |                              |                              |                              |                              |                              |                              |                              |                              |

## توأمة
لييلابوغا اتفاقيات توأمة مع كل من:
- زعفرانبول
- أليكسين
- بيريوزوفسكي
- فايلهايم إن أوبربايرن

## أعلام
- إيفان شيشكين
- مارينا تسفيتايفا